# Kurczyćka Huta
Kurczyćka Huta (ukr. Курчицька Гута) – wieś na Ukrainie, w obwodzie żytomierskim, w rejonie nowogrodzkim, nad Hutianką. W 2001 roku liczyła 260 mieszkańców.